# NGC 2454
NGC 2454 (również PGC 21963 lub UGC 4053) – galaktyka spiralna (S), znajdująca się w gwiazdozbiorze Bliźniąt. Odkrył ją Édouard Jean-Marie Stephan 19 stycznia 1874 roku.